# Leiterswiller
Leiterswiller is een dorp in het Franse departement Bas-Rhin en een commune associée van de gemeente Hoffen. Hermerswiller ligt een halve kilometer ten zuidoosten van het centrum van Hoffen.

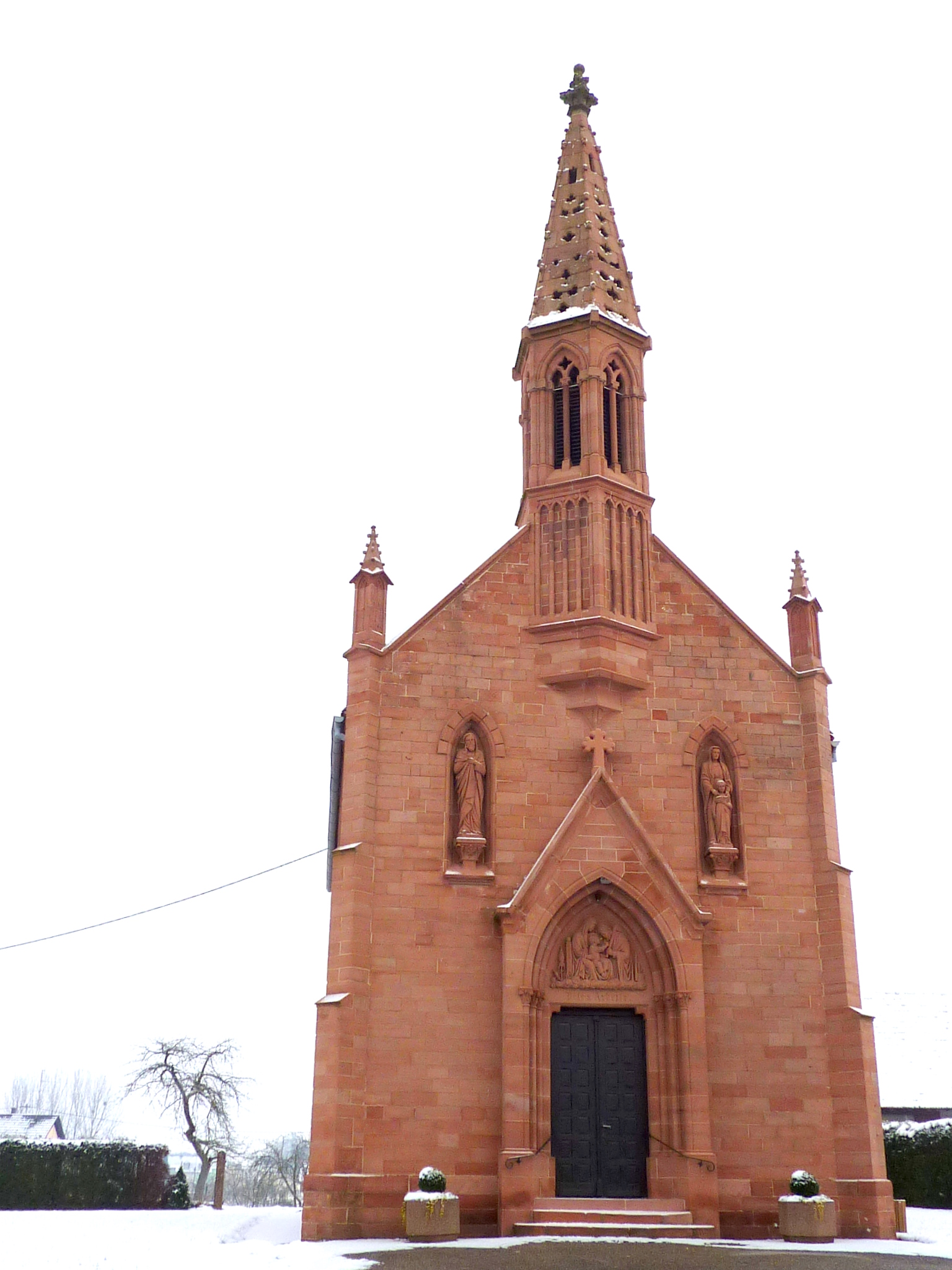
Église Saint-Joseph

## Geschiedenis
In 1545 werd de Reformatie hier geïntroduceerd. 
Na de Franse Revolutie werden de gemeenten gecreëerd. Leiterswiller werd een gemeente in het kanton Soultz-sous-Forêts en het arrondissement Wissembourg, in het departement Bas-Rhin. In 1871 werd Leiterswiller met de rest van het departement bij de Vrede van Frankfurt geannexeerd door Duitsland. Het behoorde tot de Kreis Weißenburg. Na het Verdrag van Versailles werd het gebied weer Frans.
Op 1 januari 1975 werd Leiterswiller samen met Hermerswiller bij de gemeente Hoffen gevoegd in een fusion association. Bij de kantonale herindeling van 2015 werd Leiterswiller net als de rest van Hoffen ondergebracht in het kanton Wissembourg in het arrondissement Haguenau-Wissembourg.

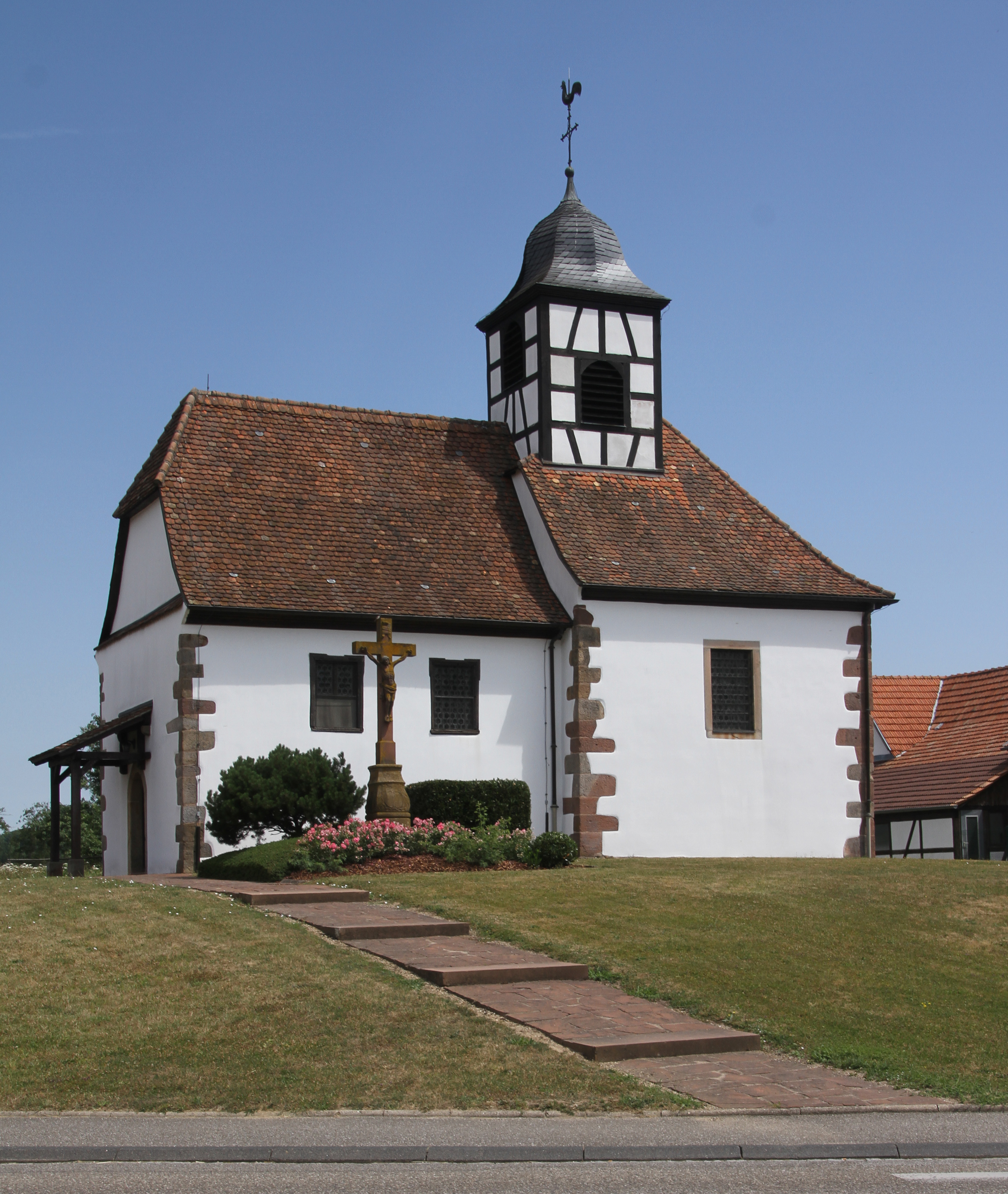
Protestantse kerkgebouw

## Bezienswaardigheden
- Het protestantse kerkgebouw gaat terug tot de 15de en 16de eeuw. In 1736 werd de kerk deels herbouwd. Ze werd van 1693 tot 1896 voor zowel de katholieke als protestantse eredienst gebruikt. In 1924 werd ze geklasseerd als monument historique.
- De katholieke Église Saint-Joseph uit 1896